# Kerbal Space Program
Kerbal Space Program, poznat i kao KSP, je računalni aeronautički i astronautički simulator/videoigra kojeg je razvila meksička multimedijalna tvrtka Squad za Microsoft Windows, macOS, Linux, PlayStation 4 i Xbox One.
Simulator sadrži vrlo realistični fizikalni engine pomoću kojeg je moguće izvoditi složene orbitalne manevre kao što su Hohmannov transfer, bieliptični transfer, gravitacijsku praćku i druge.

## Sadržaj
Cilj igre je razviti svemirski program planeta Kerbina čiji su stanovnici zelena humanoidna bića nazvana Kerbali. 
Na ekvatoru planeta nalazi se primarni svemirski centar (Kerbal Space Center) koji sadrži razne građevine: Vehicle Assembly Building (po uzoru na istoimenu građevinu), lansirnu rampu, uzletno-sletnu stazu, hangar za avione, satelitsku stanicu, upravnu zgradu, itd. 
Koristeći razne dijelove, igrač može izgraditi raketu, svemirski brod, avion, raketoplan, svemirski rover, te ih uputiti u vožnju, let ili orbitu.
Ako je igra namještena u karijernom načinu igranja, igrač se suočava sa zadanim misijama pri čemu mora ostvarivati rekorde, prikupljati uzorke s raznih mjesta, slijetati na razna planetarna tijela, graditi svemirske postaje i slično, ali pritom vodeći računa o ekonomskom proračunu.
Simulator omogućuje izvođenje preciznih imitacija svemirskih misija iz stvarnog života (Gemini, Apollo, Jupiter Orbiter Probe, Venera, ...).
Zvjezdani sustav u središtu ima zvijezdu koja nema posebno službeno ime, ali je zajednica igrača kolokvijalno zove Kerbol. Oko Kerbola revoluira sedam planetarnih tijela: pet planeta (Moho, Eve, Kerbin, Duna, Jool kao analozi Merkuru, Veneri, Zemlji, Marsu i Jupiteru) i dva patuljasta planeta (Dres i Eeloo, kao analozi Cerere i Plutona). Planet Eve ima jedan satelit Gilly, Kerbin ima Mün (analog Mjesecu) i Minmus, Duna ima Ike, Jool ima: Laythe, Vall, Tylo, Bop i Pol.

## Realističnost fizikalne simulacije
Simulacija orbitalne mehanike u KSP-u umjesto rješavanja problema n tijela koristi aproksimacije konika (patched conic approximation) za sva tijela i njihove dijelove, osim planetarnih tijela koja se nepromjenjivo gibaju po Keplerovim zakonima. Objekti kojima se može upravljati podvrgnuti su Newtonovim zakonima.
Zbog navedenog, nisu podržane simulacije Lagrangeovih točki, mascon perturbacija, Lissajousove orbite i halo orbite.
Termodinamika je pojednostavljena i ne uključuje reflektivnost.
Aerodinamika koristi pojednostavljene modele, ali dovoljno sofisticirane da mogu simulirati kočenje, čak i ograničeni uzgon pri povratku u atmosferu.
Da bi simulacije trajale dovoljno kratko, planetarni sustav je otprilike deset puta manji, zbog čega su nebeska tijela otprilike deset puta gušća. I planeti i njihovi sateliti dosta su zgusnuti, te bi u stvarnosti perturbacijama izazvali ogromne promjene u orbitama.

## Povijest razvitka
Squad angažirao autora ideje, Felipea Falanghea, u travnju 2010. godine. Falanghe je Kerbalima dao naziv po igračkama od zgužvane aluminijske folije koje je sa svojim bratom lijepio na modificirane rakete vatrometa.
Prvo jezično prevođenje (compiling) izvedeno je 17. siječnja 2011, a prva javna objava bila je 24. lipnja 2011 (v0.7.3).
Software je prešao u beta-verziju 14. prosinca 2014. (v0.90), te na kraju izdan 27. travnja 2015. godine.
Prvi službeni mod, "Asteroid Mission Pack", izdan je u suradnji s NASA-om 1. travnja 2014. godine kao promocija programa za slanje ljudi prema asteroidima bliskim Zemlji, te je kasnije uključen u punu verziju.
Većinu soundtracka skladao je Kevin MacLeod. Ostatak je skladao Squadov Victor Machado, a glavnu temu skladao je Falanghe.
U svibnju 2017. godine je objavio da je KSP preuzeo izdavač Take-Two Interactive.

### KerbalEdu
27. siječnja 2014. Squad je objavio da radi na verziji simulatora u suradnji s TecherGaming LLC, tvrtki koja je razvila MinecraftEdu. KerbalEdu je objavljen kao posebna verzija simulatora orijentirana na pedagoški ispravno rješavanje fizikalnih problema.

### Ekspanzije
17. ožujka 2017. Squad je najavio prvu ekspanziju igre zvanu "Making History" koja nije besplatna za kupce koji su KSP kupili nakon travnja 2013. godine. Objavljena je 8. ožujka 2018. godine.
Krajem svibnja 2019. godine objavljena je i druga ekspanzija zvana "Breaking Ground" fokusirana na robotiku.

## Suradnja s igračima
Squad je dizajnirao simulator na način da je proizvodnja modova (softwarea koji mijenja ili dodaje sadržaj) za KSP vrlo jednostavna, što je omogućilo razvijanje velike zajednice moddera koja je najzaslužnija za njegovu popularnost.
Nasuprot tome, Squad ima povijest ignoriranja kritika simulatora od strane korisnika na službenom forumu i ostalim mjestima na Internetu.

## Kritike
Alfa i beta verzije KSP-a popraćene su pohvalama za kreativnost i mogućnost beskonačnog igranja od strane mnogih kritičara i gaming portala kao što su "Kotaku", "Rock, Paper, Shotgun", "IGN", "GameSpy", "Eurogamer", "Polygon" i "Destructoid."
U svibnju 2015. godine "PC Gamer" nagradio je KSP v1.0 ocjenom 96/100, rekordom za tu godinu, pohvalivši "savršenu mješavinu znanosti i slapsticka" i osjećaj postignuća ostvarivanjem ciljeva simulatora.
IGN je pohvalio sposobnost simulatora da pretvori neuspjeh u zabavu.
"Edge" je izjavio: "Čarolija Kerbal Space Programa nije samo u tome što je istodobno i igra i simulacija, sofisticiran alat za obrazovanje i nešto zabavno za prčkanje. Čarolija je u tome što, ove odlike zajedno omogućuju povezivanje igrača s pravom povijesti i pravim ljudskim postignućima... Krajnje obećanje igraču nije da će riješiti zagonetku koju je postavio dizajner, nego zagonetku koju postavlja stvarnost."

Nekoliko sati nakon objave verzije 1.0 na platformi Steam, KSP je ušao među pet najprodavanijih naslova u povijesti platforme, te najbolje prodavan naslov za korisnike Linuxa.

KSP je postao izuzetno popularan i u znanstvenoj i inženjerskoj zajednici, što uključuje NASA-u, ESA-u, te javne osobe poput Elona Muska iz SpaceX-a.